# Сен-Жермен-де-Тальванд-ла-Ланд-Вомон
Сен-Жерме́н-де-Тальва́нд-ла-Ланд-Вомо́н (фр. Saint-Germain-de-Tallevende-la-Lande-Vaumont) — колишній муніципалітет у Франції, у регіоні Нормандія, департамент Кальвадос. Населення — 1954 осіб (2011).
Муніципалітет був розташований на відстані близько 240 км на захід від Парижа, 60 км на південний захід від Кана.

## Історія
До 2015 року муніципалітет перебував у складі регіону Нижня Нормандія. Від 1 січня 2016 року належав до нового об'єднаного регіону Нормандія.
1 січня 2016 року Сен-Жермен-де-Тальванд-ла-Ланд-Вомон, Кулонс, Мезонсель-ла-Журдан, Руллур, Трюттме-ле-Гран, Трюттме-ле-Петі, Водрі i Вір було об'єднано в новий муніципалітет Вір-Норманді.

## Демографія
Динаміка населення (Insee ):
Розподіл населення за віком та статтю (2006):
| Стать | Всього | До 15 років | 15-24 | 25-44 | 45-64 | 65-85 | Понад 85 |
| --- | ------ | ----------- | ----- | ----- | ----- | ----- | -------- |
| Чоловіки | 907    | 166         | 80    | 268   | 221   | 148   | 24       |
| Жінки | 1014   | 225         | 112   | 252   | 245   | 152   | 28       |
| \| Статево-вікова піраміда \| Статево-вікова піраміда \| Статево-вікова піраміда \| \| ----------------------- \| ----------------------- \| ----------------------- \| \| Чоловіки \| Вік \| Жінки \| \| 24 \| 85 + \| 28 \| \| 12 \| 80-84 \| 56 \| \| 20 \| 75-79 \| 24 \| \| 60 \| 70-74 \| 28 \| \| 56 \| 65-69 \| 44 \| \| 28 \| 60-64 \| 32 \| \| 60 \| 55-59 \| 80 \| \| 44 \| 50-54 \| 48 \| \| 89 \| 45-49 \| 85 \| \| 80 \| 40-44 \| 80 \| \| 84 \| 35-39 \| 80 \| \| 56 \| 30-34 \| 60 \| \| 48 \| 25-29 \| 32 \| \| 40 \| 20-24 \| 48 \| \| 40 \| 15-20 \| 64 \| \| 61 \| 10-14 \| 97 \| \| 45 \| 5-9 \| 56 \| \| 60 \| 0-4 \| 72 \| |        |             |       |       |       |       |          |
| Статево-вікова піраміда |        |             |       |       |       |       |          |
| Чоловіки | Вік    | Жінки       |       |       |       |       |          |
| 24 | 85 +   | 28          |       |       |       |       |          |
| 12 | 80-84  | 56          |       |       |       |       |          |
| 20 | 75-79  | 24          |       |       |       |       |          |
| 60 | 70-74  | 28          |       |       |       |       |          |
| 56 | 65-69  | 44          |       |       |       |       |          |
| 28 | 60-64  | 32          |       |       |       |       |          |
| 60 | 55-59  | 80          |       |       |       |       |          |
| 44 | 50-54  | 48          |       |       |       |       |          |
| 89 | 45-49  | 85          |       |       |       |       |          |
| 80 | 40-44  | 80          |       |       |       |       |          |
| 84 | 35-39  | 80          |       |       |       |       |          |
| 56 | 30-34  | 60          |       |       |       |       |          |
| 48 | 25-29  | 32          |       |       |       |       |          |
| 40 | 20-24  | 48          |       |       |       |       |          |
| 40 | 15-20  | 64          |       |       |       |       |          |
| 61 | 10-14  | 97          |       |       |       |       |          |
| 45 | 5-9    | 56          |       |       |       |       |          |
| 60 | 0-4    | 72          |       |       |       |       |          |

## Економіка
2010 року серед 1239 осіб працездатного віку (15—64 років) 912 були активними, 327 — неактивними (показник активності 73,6%, у 1999 році було 74,4%). З 912 активних мешканців працювало 849 осіб (467 чоловіків та 382 жінки), безробітними було 63 (29 чоловіків та 34 жінки). Серед 327 неактивних 111 осіб було учнями чи студентами, 142 — пенсіонерами, 74 були неактивними з інших причин.

У 2010 році в муніципалітеті числилось 784 оподатковані домогосподарства, у яких проживали 1959,0 особи, медіана доходів виносила 17 690 євро на одного особоспоживача